# Partido Nazonalista Repubricán de Ourense
El Partido Nazonalista Republicán de Ourense va ser un partit republicà federal de tendència galleguista i republicana l'àmbit d'actuació del qual era la província d'Ourense. Entre els seus membres estaven Vicente Risco, Florentino López Cuevillas i Xaquín Lorenzo. Comptava amb 24 agrupacions locals (la més nombrosa era la d'Ourense, amb 70 afiliats). Es va fundar a finals de 1930, amb l'objectiu de participar en les eleccions a Corts Constituents de 1931, coaligat amb la Federación Republicana Gallega i el Partit Republicà Radical Socialista. Ramón Otero Pedrayo va sortir elegit diputat amb 35.443 vots, però Risco, amb 19.615 vots, va quedar fora de les Corts. Va ser un dels partits que va participar en la creació del Partit Galleguista el desembre de 1931.